# Aimé Barelli
Aimé Barelli (* 1. Mai 1917 in Lantosque; † 13. Juli 1995 in Monaco) war ein französischer Jazztrompeter, Sänger und Bandleader.

## Leben und Wirken
Aimé Barelli gehörte zu den bekanntesten Trompetern der französischen Jazzszene der 1940er und 1950er Jahre. Er begann seine Musikerkarriere 1940, als er André Cornille im Orchester von Raymond Legrand ersetzte, das im Filmtheater Paramount auftrat. Am Anfang der Besatzungszeit war er Mitglied des Orchesters, das im Kino Normandie unter der Leitung von Jacques Metehen auftrat. Er spielte auch mit der Formation Jazz de Paris, die zwischen 1940 und 1945 bestand und abwechselnd von Alix Combelle und Jerry Mengo geleitet wurde. 1941 entstanden Barellis erste Aufnahmen unter eigenem Namen für das Label Swing („St. Louis Blues“); 1941 trat er mit dem Orchester im Salle Pleyel beim Grand Festival Swing auf. Beim nächsten Swing-Festival, das vom Hot Club de France präsentiert wurde, spielte er mit einem gemeinsam mit Hubert Rostaing geleiteten Orchester. Im Februar 1945 trat er mit Charles Trenet auf; im Mai 1949 beim Festival International 1949 de Jazz spielte er mit Sidney Bechet und Charlie Parker.
In der Nachkriegszeit trat er mit seinem Orchester in den großen Veranstaltungsorten in Paris auf, wie im Théâtre Marigny, wo er 1948 Coleman Hawkins begleitete; 1952 leitete er ein Ensemble, dem Martial Solal, André Jourdan, Armand Migiani und Benny Vasseur angehörten. 1954 trat er mit seiner Ehefrau, der Sängerin Lucienne Delyle im Olympia (Paris) auf. Ferner spielte er öfter im Hot Club de Paris. 1963 entstand gemeinsam mit dem Sänger Peter Kraus das Album Bossa Nova.
Neben seiner Tätigkeit als Trompeter und Bandleader, zuletzt in Monte Carlo, komponierte Barelli auch Filmmusiken. Außerdem wirkte er als Musiker und Darsteller an Filmen mit. Er war mit der Sängerin Lucienne Delyle verheiratet und ist der Vater von Minouche Barelli.

## Diskographie
- Jam session finale mit Bernard Peiffer, Toots Thielemans, Hazy Osterwald, Tommy Potter, Max Roach, Hot Lips Page, Kenny Dorham, Miles Davis, Russell Moore, Hubert Rostaing, Charlie Parker, Sidney Bechet, James Moody, Don Byas, 1949
- Sidney Bechet avec Aimé Barelli et son orchestre mit Nat Peck, 1952
- Sidney Bechet avec Aimé Barelli et Claude Luter et leurs orchestres mit Raymond Fol, Bernard Peiffer, Lil Hardin Armstrong, Léo Petit, Claude Luter, 1952

## Filmmusiken
- Les Joyeux pélerins, 1951
- Glück und Liebe in Monaco, 1959